# Quince
Quince, ou QUINCE, est le nom de code d'un des 35 essais nucléaires dans l'océan Pacifique de l'opération Hardtack I sur l'atoll d'Enewetak du 6 août 1958. Sa puissance est nulle, il s'agit d'un essai nucléaire atmosphérique de sécurité.

## Description
Quince, tout comme Cactus, Koa et Fig, est une bombe nucléaire faisant partie de l'opération Hardtack I pour un essai en rafale de surface, pour mener une expérience sur les différents effets de l'arme.
C'est le 152e essai nucléaire américain après celui de Teak (opérations Hardtack I et Newsreel) et il est suivi par l'essai Orange (opérations Hardtack I et Newreel). C'est l'un des derniers essais nucléaires de l'opération Hardtack I qui est suivie par l'opération Argus.

## Déroulement de l'essai
L'essai nucléaire se déroule au centre de l'île de Runit, dans l'atoll d'Enewetak, dans les Îles Marshall, le 6 août 1958, à 14h15 (heure locale), ; la bombe est larguée dans les airs depuis un B-57B (un bombardier tactique) à 800 pieds, soit 240 mètres d'altitude, pour exploser à 400 pieds, soit 120 mètres ou 40 pieds, soit 12 mètres.
Pour mesurer les effets de la bombe, 13 stations d'instrumentation portées par des ballons ont été mises en place comprises entre 37 et 457 mètres du sol, soit juste au-dessus du point zéro.
L'élément hautement explosif de la bombe est le seul élément de la bombe nucléaire à avoir été mis à feu. L'explosion provoque seulement une dispersion du combustible nucléaire au plutonium de la bombe sur une large partie de l'île de Runit.

### Présence pour le fonctionnement de l'essai
Trois avions sont nécessaires pour le bon déroulement du largage de la bombe : un SA-16 et deux B-57B. Le premier est présent uniquement pour la recherche et le secours si les autres avions ont des problèmes lors de la mission (son nom de code est Stable Echo) ; l'un des B-57B, un bombardier, doit larguer la bombe tandis que l'autre est présent pour le contrôle de la mission (ils répondent respectivement sous les noms de code Hot shot 1,2 et Opium). Ils volaient à une hauteur comprise entre 2,13 et 4,57 kilomètres ; l'avion volant le plus haut étant celui qui largue et celui qui volait le plus bas, l'avion de secours.
Outre les avions, quatre navires étaient présents dans un rayon compris entre 18,5 et 46,3 kilomètres situé à l'est du site de l'explosion. Ces navires étaient l'USS Arikara (ATF-98), l'USS Collett (DD-730), l'USS Monticello (LSD-35) et l'USS Takelma (ATF-113). Cette disposition pouvait permettre aux avions d'être sécurisés après le largage de la bombe.

### Conséquences
Après l'essai nucléaire, le sol sur une surface profonde de 7 à 12 centimètres est contaminé par le plutonium sur une partie de l'île. En préparation de l'essai nucléaire FIG, 12 jours suivant celui de Quince, il est décidé d'enlever cette couche par les moyens de bulldozers qui iront directement jeter dans le lagon de l'atoll les terres contaminées. En raison du vent, la surface contaminée était très irrégulière et la zone qui se trouvait à l'arrière du vent était moins contaminée avec des mesures ne dépassant pas les 3 500 μg/m2.

#### Conséquences sur le personnel
Une station de décontamination a été mise en place sur l'île de Runit pour la décontamination du personnel lors de l'essai nucléaire. Toujours dans le cadre de la station de contamination après l'essai nucléaire, il a été décidé d'éliminer la grande partie des vêtements portés par le personnel lors de l'essai en raison d'une contamination aux rayons Alpha trop élevée. Les respirateurs et les masques sont les seuls éléments à avoir entièrement été réutilisés pour d'autres essais nucléaires.
Avec ce test nucléaire mais aussi ceux de CACTUS, KOA et FIG, la moitié du personnel a été exposée à une charge de rayon très élevé (plus de 2 R) tandis que trois membres du personnel ont dépassé la limite trimestrielle qui était de 3,75 R.

## Biographie
document utilisé pour la rédaction de cet article :
- (en) DNA, OPERATION HARDTACK I (Rapport préparé Defense Nuclear Agency as Executive Agency for the Department of Defense de l'United States Atmospheric Nuclear Weapons Tests Nuclear Test Personnel Review), 1958, 478 p. (lire en ligne  [PDF]).
- Regina Woodrom Rudrud, Julie Walsh Kroeker, Heather Young Leslie et al., La guerre des tortues: culture, guerre et tortues de mer aux Îles Marshall, vol. 21 : Ressources marines et traditions, Bulletin de la CPS, janvier 2008 (lire en ligne  [PDF]).
- (en) Terrence R. Fehner et F. G. Gosling, Atmospheric Nuclear Weapons Testing - 1951 - 1963, vol. 1 : Battlefield of the Cold War - The Nevada Test Site (document de l'Office of History and Heritage Resources - Executive Secretariat - Office of Management - Department of Energy), Washington D.C., Office of History and Heritage Resources, septembre 2006, 258 p. (lire en ligne  [PDF]).